# 山形市コミュニティバス

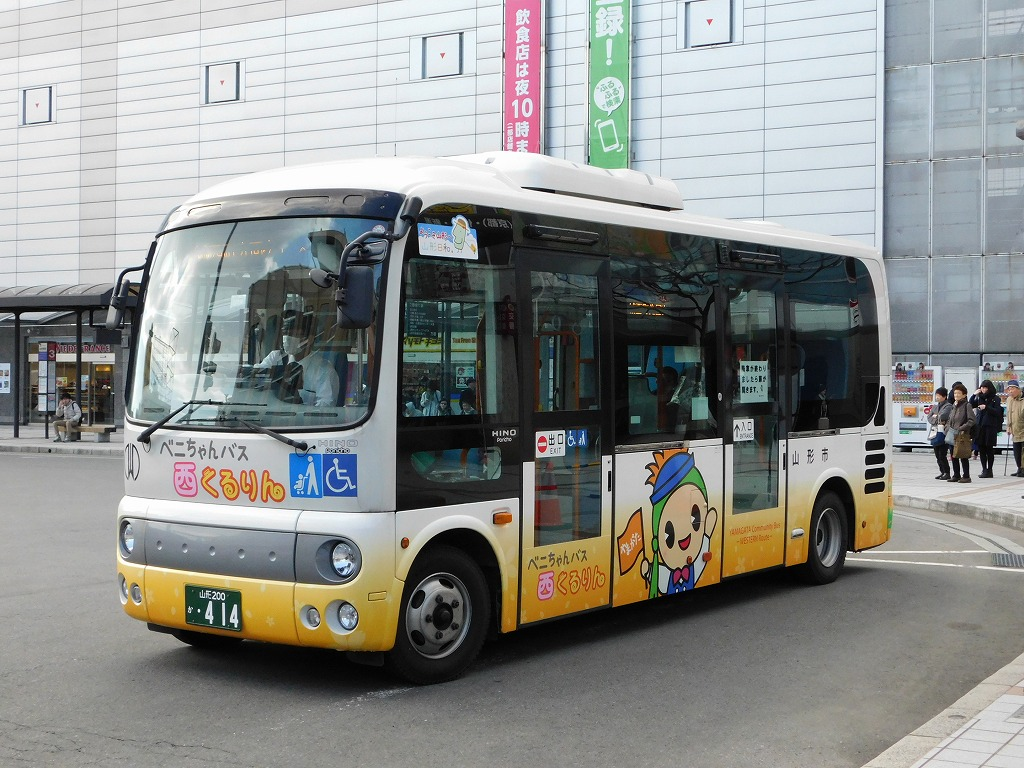
ベニちゃんバス 西くるりん専用車

山形市コミュニティバス（やまがたしコミュニティバス）は、山形県山形市にて運行しているコミュニティバスである。
本稿では、山形商工会議所が主体となって2017年7月まで運行していた中心街100円循環バスについても述べる。

## 概要
高瀬線は、山交バスの廃止代替バスとして運行開始。
ベニちゃんバスは、2011年に西部循環線として運行を開始。2014年に「ベニちゃんバス 西くるりん」の愛称が付けられた。
2017年7月より、山形商工会議所が運行していた「中心街100円循環バス」と統合し、新たに「ベニちゃんバス 東くるりん」の運行を開始。「西くるりん」「東くるりん」とも従来中心街100円循環バスが走行していた中心市街地を走行するようになった
（なお、山形商工会議所は2017年7月移行、ベニちゃんバスの運行主体ともなっている）。
どちらも運行は山交バスに委託している。

## 沿革
- 2011年（平成23年）10月3日 - コミュニティバス西部循環線の運行を開始。
- 2014年（平成26年）4月1日 - 西部循環線が「ベニちゃんバス 西くるりん」となる。
- 2017年（平成29年）7月3日 - 「ベニちゃんバス 東くるりん」の運行を開始。従来の「西くるりん」とあわせ、中心市街地（前日まで「中心街100円循環バス」が運行していた）を走行するようになる。
- 2022年（令和4年）5月14日 - 山交バスおよび庄内交通の両社が運行する乗合バス全路線、山形市コミュニティバス、高瀬線(紅花バス)、「べにちゃんバス」に地域連携ICカード「cherica」を導入[1][2][3]。

## 運行経路
高瀬線
- 山形駅前 - 市役所前 - 東北中央病院 - 高楯中学校前 - 高瀬駅前 - 平石水 - 高沢
  - 朝の上り1便は高楯中学校前止まりで、途中一部バス停には停車しない。 一日3.5往復で、うち半分はべにばなトンネルを経由する。詳しくはリンクを参照。

ベニちゃんバス 西くるりん
- 山形駅前 - 城西一丁目 - 清住公園前 - 上町五丁目 - 山形駅前 - 七日町 - 霞城公園前 - 山形駅前
  - 城西町先回りコースと上町先回りコースの2コースで運行。

ベニちゃんバス 東くるりん
- 山形駅前 - 山大前 - あこや集会所前 - 小荷駄町 - 山形駅前 - 七日町 - 霞城公園前 - 山形駅前
  - 東原町先回りコースと小荷駄町先回りコースの2コースで運行。

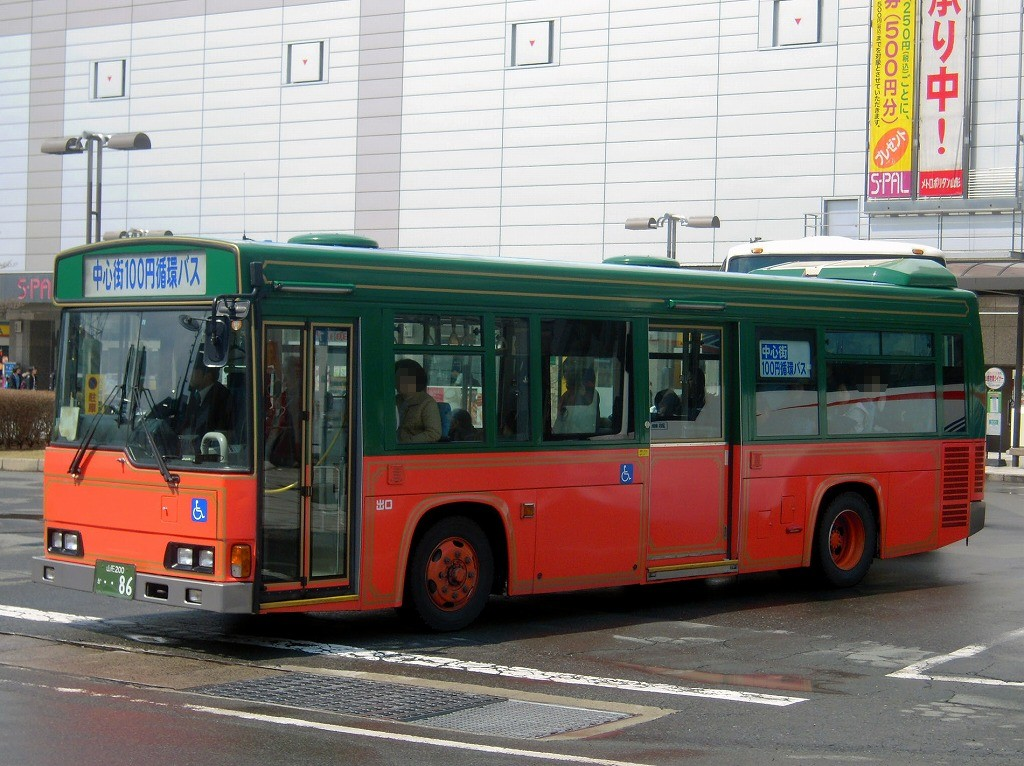
中心街100円循環バス（山形駅にて）

## 中心街100円循環バス（運行終了）
山形駅と七日町（中心商店街）を巡回するバスで、区間に関わらず100円で利用することができた。2017年7月2日をもって、上記「ベニちゃんバス」と統合のため運行終了。
運行経路
山形駅→山形センタービル前→十日町紅の蔵前（カバンのフジタ前）→中央郵便局前→本町（八文字屋前）→七日町（大沼前）→旅篭町二丁目（市役所南口）→旅篭町四辻（旅篭町新道）→霞城公園前（大手門パルズ前）→NHK前→すずらん街（ホテルサンルート山形向）→十字屋前→山形駅

## 運賃
高瀬線は各地区（市街地地区、高瀬・楯山地区）内での乗降は200円、エリアをまたいだ乗降は300円。
ベニちゃんバスは東部・西部エリアまたは中心市街地エリア内での乗降は100円、エリアをまたいだ乗降は200円。
※両路線とも小児半額、未就学児は無料
2021年3月9日に、山交バスと、庄内交通、JR東日本の3者が地域連携ICカードを利用した、IC乗車サービスを2022年春頃を目処にサービスを開始すると発表があった。

## 車両
高瀬線は山交バスの貸切カラーの小型バスで運行。
ベニちゃんバス（西くるりん・東くるりん）はそれぞれ専用色の小型バス（路線タイプ。日野・ポンチョ）で運行される。